# هز الرأس
هزة الرأس هي شكل من أشكال التواصل غير الكلامي بواسطة الرأس حيث يدور الرأس بالتناوب يسارًا ويمينًا على طول المستوى الأفقي بتكرار في تتابع سريع. تستعمل كثيرا في العديد من الثقافات للإشارة إلى الخلاف أو الإنكار أو الرفض. كما يمكن أن يشير أيضًا إلى عدم الموافقة أو الانزعاج من موقف ما، وغالبًا ما يكون ذلك بحركة أبطأ.
في الثقافات الغربية، يمكن أيضًا أن يشير هز الرأس أثناء تجربة الطعام إلى استمتاع الشخص بالطعام أو موافقته القوية عليه.